# Joost Swarte
Joost Swarte (Heemstede, 24 de desembre de 1947) és un dissenyador, il·lustrador i historietista neerlandès.
Swarte és un dels principals representants de l'estil «línia clara», nom donat per ell mateix a l'estil nítid que inicià Hergé, i un dels principals referents del ninotaire català Francesc Capdevila.

## Biografia
Joost Swarte va estudiar disseny industrial a Eindhoven i va començar a fer historietes a finals dels seixanta. El 1971 va llançar la seva pròpia revista Modern Papier a més de contribuir regularment a la revista Tante Leny Presenteert.
El 1980 participa per primera vegada en la mostra d'historietes del Festival del Còmic d'Angulema.
Va ser nomenat Officieren in de Orde van Oranje-Nassau per la reina Beatriu I dels Països Baixos el 2004.

## Obra
Entre les seves creacions en l'àmbit del còmic destaquen Katoen en pinbal, Jopo de Pojo, Anton Makassar, Dr Ben Cinema i Niet Zo, Maar zo-Passi, Messa, o Papalagi. La seva obra ha estat traduïda al català, castellà, francès, anglès, italià, i alemany.
També és molt conegut pels seus nombrosos dibuixos, estampes, cartells, postals, cobertes d'àlbums musicals i portades de revistes com l'holandesa Vrij Nederland, la belga FUM i la italiana Abitare.
Swarte també ha dissenyat mobiliari, vitralls, murals i altres objectes, fins i tot ha dissenyat el teatre De Toneelschuur a Haarlem, Països Baixos.